# كروتشيا (كونستانتسا)
كروتشيا هي بلدة تقع في مقاطعة كونستانتسا في رومانيا.